# حوزه انتخابیه چابهار، نیک‌شهر، کنارک، قصرقند، دشتیاری و زرآباد
حوزه انتخابیه چابهار، نیک‌شهر، کنارک، قصرقند، دشتیاری و زرآباد یکی از ۶ حوزه از حوزه‌های استان سیستان و بلوچستان برای انتخابات مجلس شورای اسلامی است. این حوزه به مرکزیت چابهار، ۱ نماینده دارد.